# Андрей (Коротков)
Иеромона́х Андре́й (в миру Его́р Ю́рьевич Коротко́в; 11 мая 1997, Волгоград) — священник Русской православной церкви (иеромонах), ректор Таврической духовной семинарии.

## Биография
Родился 11 мая 1997 года в городе Волгограде в семье врачей.
В 2015 году окончил с золотой медалью Православную гимназию имени преподобного Сергия Радонежского при Троице-Сергиевом Варницком монастыре и поступил в Сретенскую духовную семинарию. В 2019 году окончил бакалавриат Сретенской духовной семинарии и был зачислен в магистратуру той же семинарии, причём 13 апреля 2021 года последняя получила статус духовной академии. В 2021 году с отличием окончил магистратуру Сретенской духовной академии.
18 июня 2021 года указом митрополита Псковского и Порховского Тихона (Шевкунова) был назначен первым проректором новообразованной Псково-Печерской духовной семинарии.
10 марта 2022 года в Михайловском соборе Свято-Успенского Псково-Печерского монастыря митрополитом Псковским и Порховским Тихоном (Шевкуновым) пострижен в монашество с именем Андрей в честь святителя Андрея Критского.
13 марта 2022 года в Свято-Троицком кафедральном соборе города Пскова митрополитом Псковским и Порховским Тихоном (Шевкуновым) был рукоположен в сан иеродиакона.
21 ноября 2022 года в Михайловском соборе Свято-Успенского Псково-Печерского монастыря митрополитом Псковским и Порховским Тихоном (Шевкуновым) рукоположен в сан иеромонаха.
6 июля 2023 года в Михайловском соборе Свято-Успенского Псково-Печерского монастыря награжден правом ношения наперсного креста.
24 августа 2023 года решением Священного Синода РПЦ назначен исполняющим обязанности ректора Псково-Печерской духовной семинарии. 27 декабря 2023 года решением Священного Синода РПЦ освобождён от должности исполняющего обязанности ректора Псково-Печерской духовной семинарии и переведен в Симферопольскую епархию.
8 января 2024 года указом митрополита Симферопольского и Крымского Тихона (Шевкунова) назначен первым проректором Таврической духовной семинарии и настоятелем семинарского храма Трёх Святителей города Симферополя.
В 2024 года окончил аспирантуру Сретенской духовной академии.
25 июля 2024 года решением Священного Синода РПЦ назначен исполняющим обязанности ректора Таврической духовной семинарии.
30 декабря 2024 года назначен настоятелем Александро-Невского кафедрального собора Симферополя и благочинным Симферопольского городского церковного округа.
28 апреля 2025 года в Общецерковной аспирантуре и докторантуре имени святых равноапостольных Кирилла и Мефодия защитил диссертацию «Методология создания богослужебного последования преподобноисповеднику на церковнославянском языке (на примере службы архимандриту Иоанну (Крестьянкину)» (научный руководитель — Л. И. Маршева) на соискание ученой степени кандидата богословия.
24 июля 2025 года решением Священного Синода РПЦ был утверждён в должности ректора Таврической духовной семинарии «с учётом состоявшейся защиты им диссертации на соискание степени кандидата богословия».

## Публикации
- Богословские образы и идеи богослужебных текстов преподобноисповедникам // Труды кафедры богословия Санкт-Петербургской Духовной Академии. — 2023. — № 2 (18). — С. 247—257.
- Исповеднический подвиг архимандрита Иоанна (Крестьянкина) по материалам следственного дела Центрального архива ФСБ России // Христианское чтение. — 2023. — № 3. — С. 378—386.
- Методические рекомендации по составлению службы преподобноисповеднику // У пещер, Богом зданных. Научно-богословское издание. — 2024. — № 2. — С. 61-72.